# Begijnenhofstraat
De Begijnenhofstraat is een straat in de oude binnenstad van de Nederlandse stad Sittard. Hij loopt van de Limbrichterstraat tot de Deken Tijssenstraat. Een steeg aan de Begijnenhofstraat is het Koninginnegetske. De straat is circa 200 meter lang.
De naam van de straat is afgeleid van een in 1276 door Jutta van Ravensberg gestichte begijnhof. In de Middeleeuwen behoorde het gebied rond de straat tot het kapittelgebied van de Sint Petruskerk, in 1677 zijn de meeste gebouwen vermoedelijk verwoest tijdens een grote stadsbrand.
De Begijnenhofstraat is net binnen de voormalige stadswal van Sittard gelegen. De straat kent een aantal monumentale woningen. Rond 1900 was in de straat stadsbrouwerij Thissen gevestigd, die bier leverde aan het nabijgelegen café ‘t Sjterfhoes. In de Begijnenhofstraat bevinden zich ook een aantal gevelstenen, op de nummers 5-7-19 en 23.
Op nummer 5 heeft de kleinkunstenaar Toon Hermans in zijn jeugd enkele jaren gewoond. Tegenover dit huis staat nu een borstbeeld van de artiest, vervaardigd door Diny van Gansewinkel, een bewoonster van de Begijnenhofstraat. In het naastgelegen pand nummer 7 woonde van 1980 tot 1990 de weefkunstenares Helga Paetzold. Een plaquette herinnert aan haar leven en werk.
Een steeg tussen Begijnenhofstraat en Kerkplein heet Koninginnegetske. Dit steegje (Limburgs: getske) is vernoemd naar het bezoek van Koningin Beatrix aan Sittard op 17 augustus 1990, omdat zij tijdens een wandeling door de stad door dit steegje kwam. Dit 'smalste straatje van Sittard' had voorheen geen naam.

## Fotogalerij

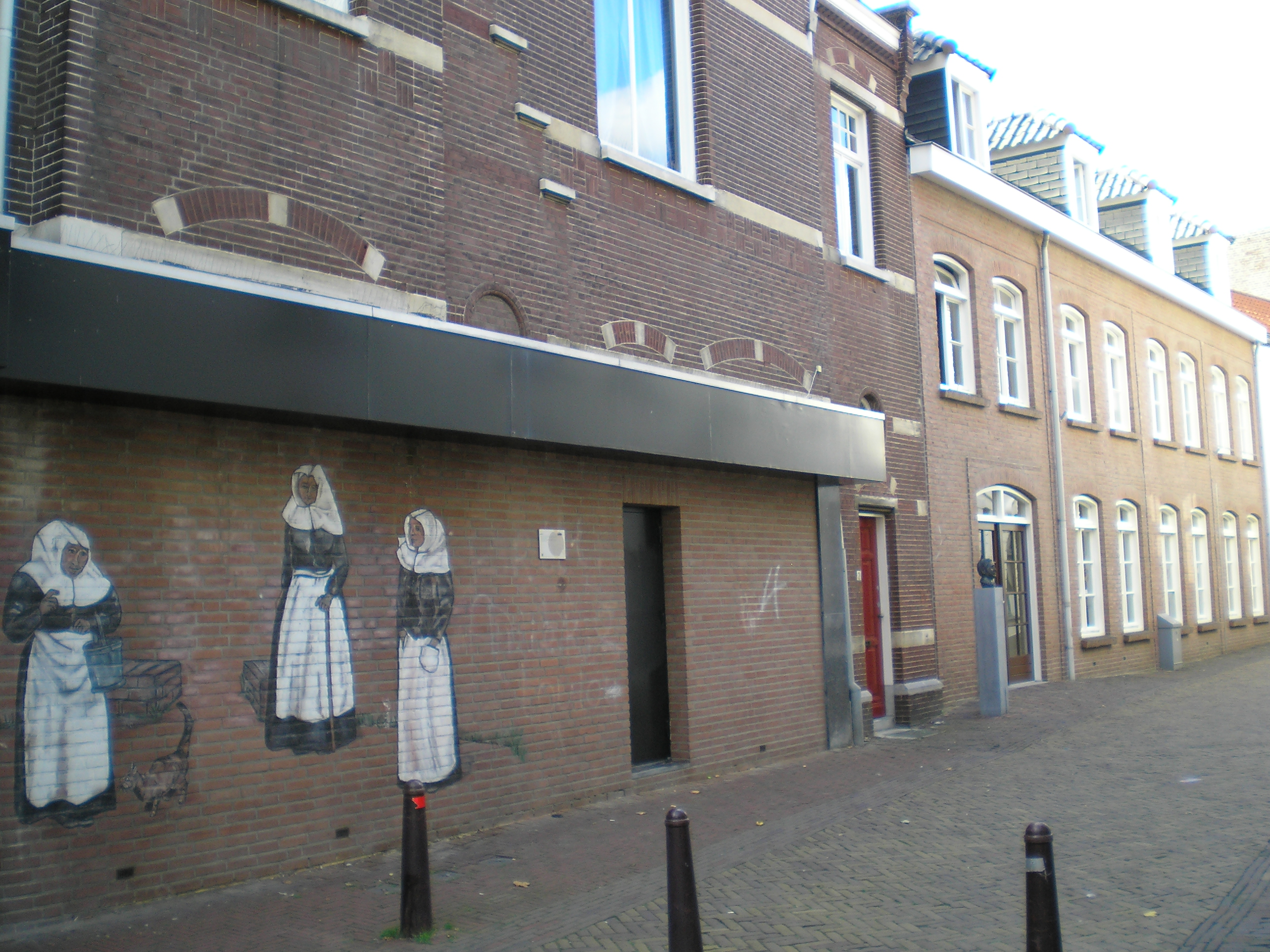
Muurschildering begijnen
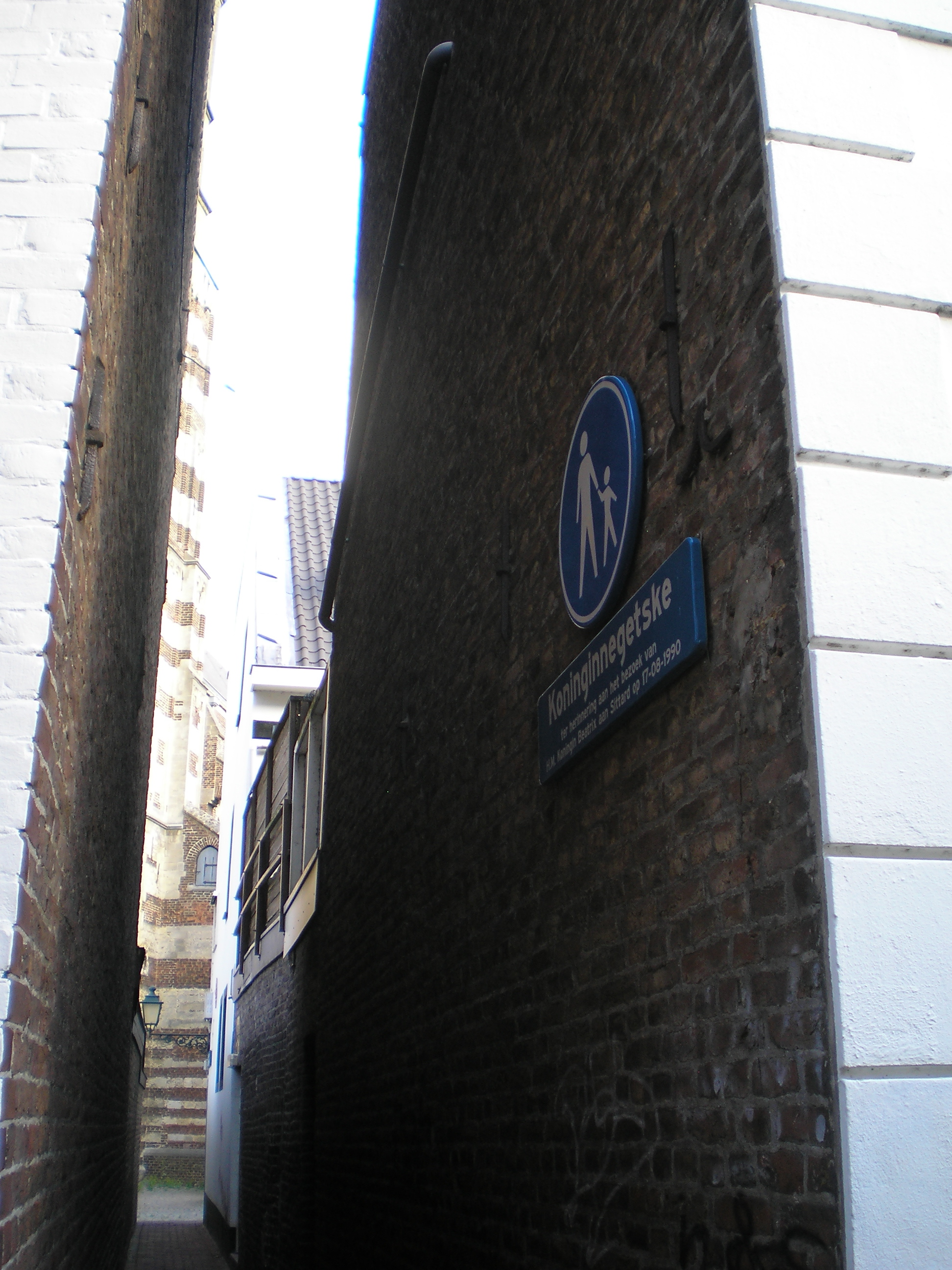
Koninginnegetske, zijsteeg Begijnenhofstraat
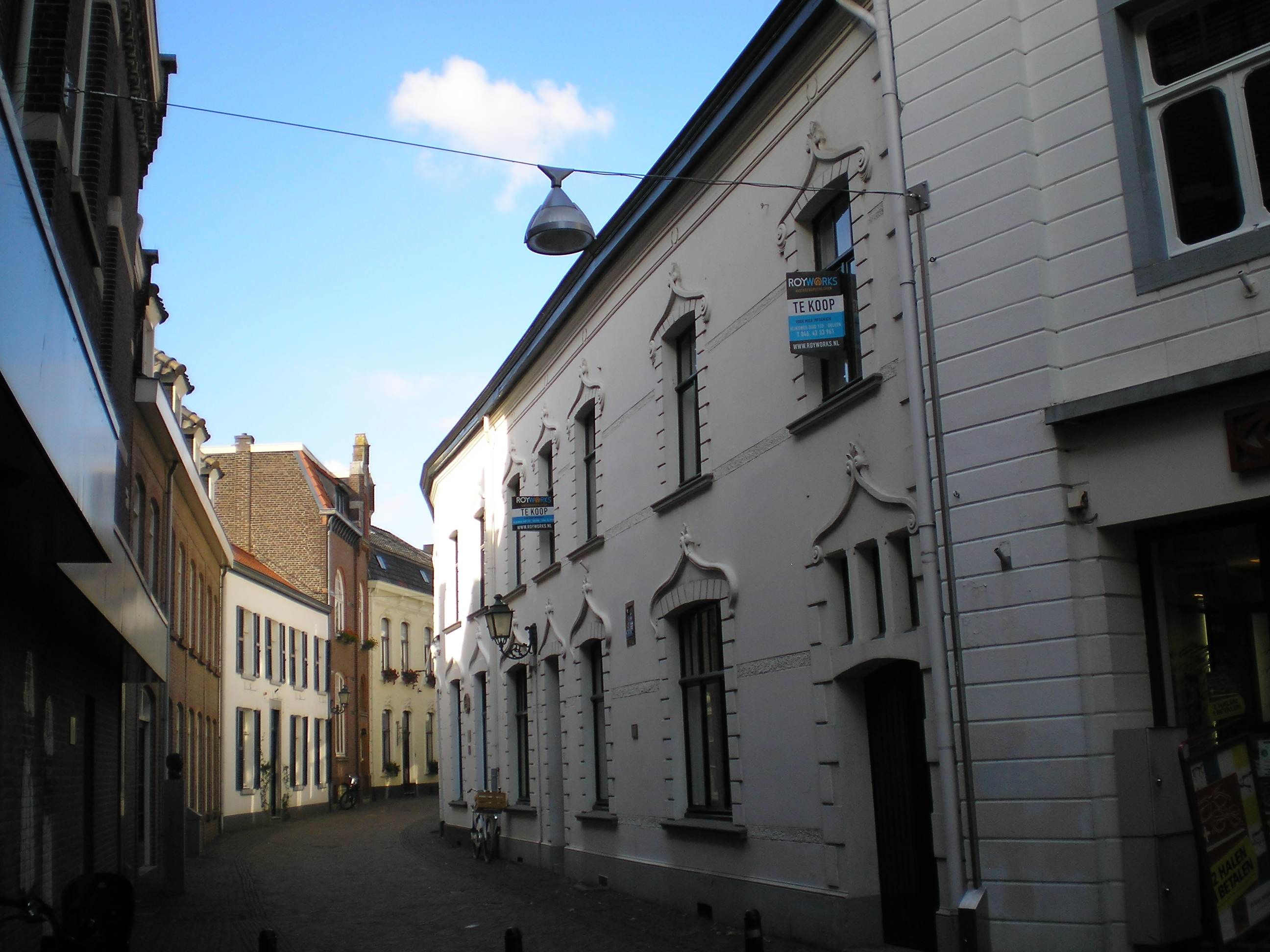
Rechts de woonhuizen van Hermans en Paetzold
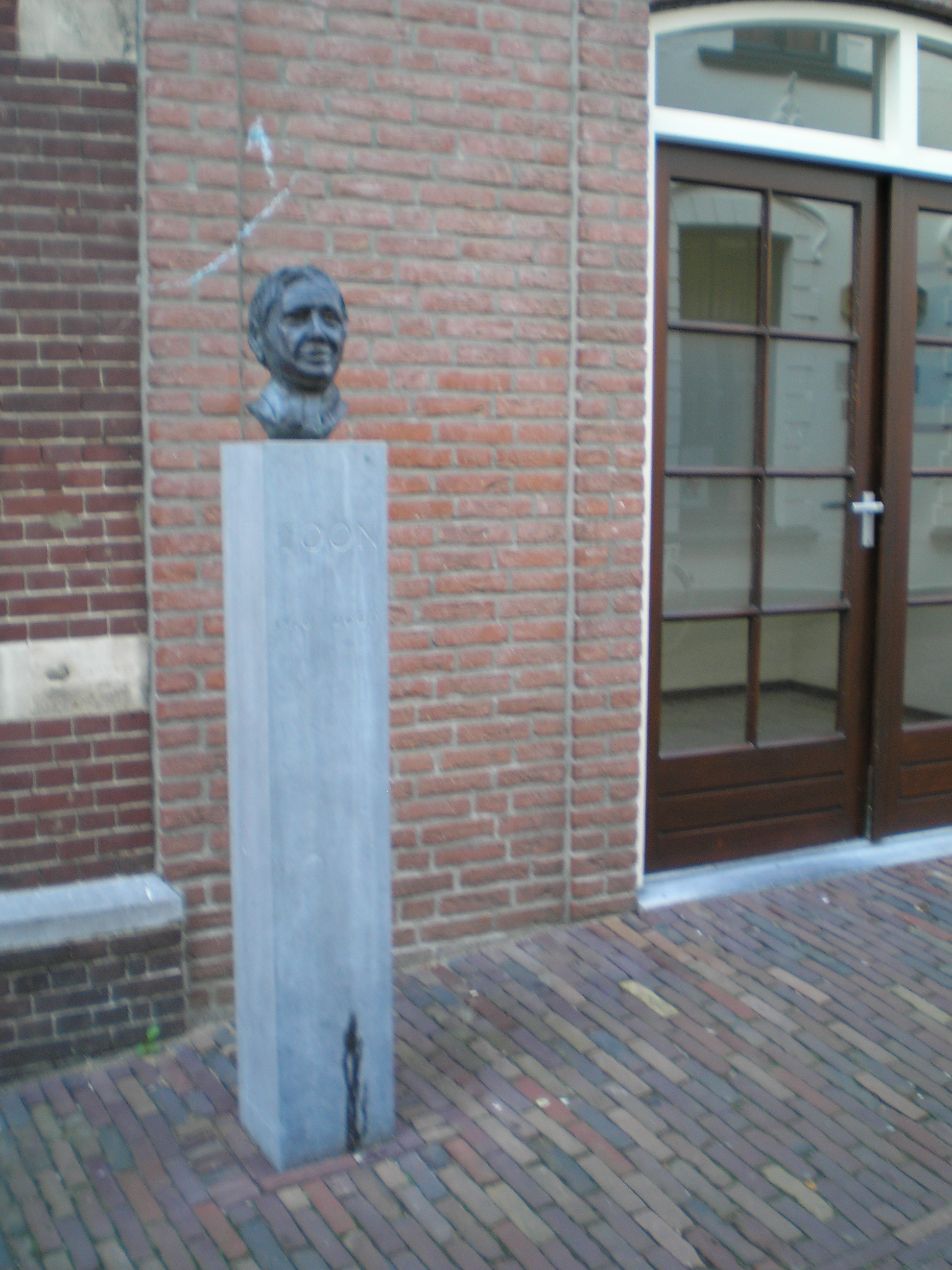
Borstbeeld Toon Hermans